# Johann Heinrich Suhrlandt
Johann Heinrich Suhrlandt (* 30. März 1742 in Schwerin; † 1. Januar 1827 in Ludwigslust) war ein Hofmaler am Hof der mecklenburg-schwerinschen (Groß-)Herzöge Friedrich und Friedrich Franz I.

## Leben und Wirken

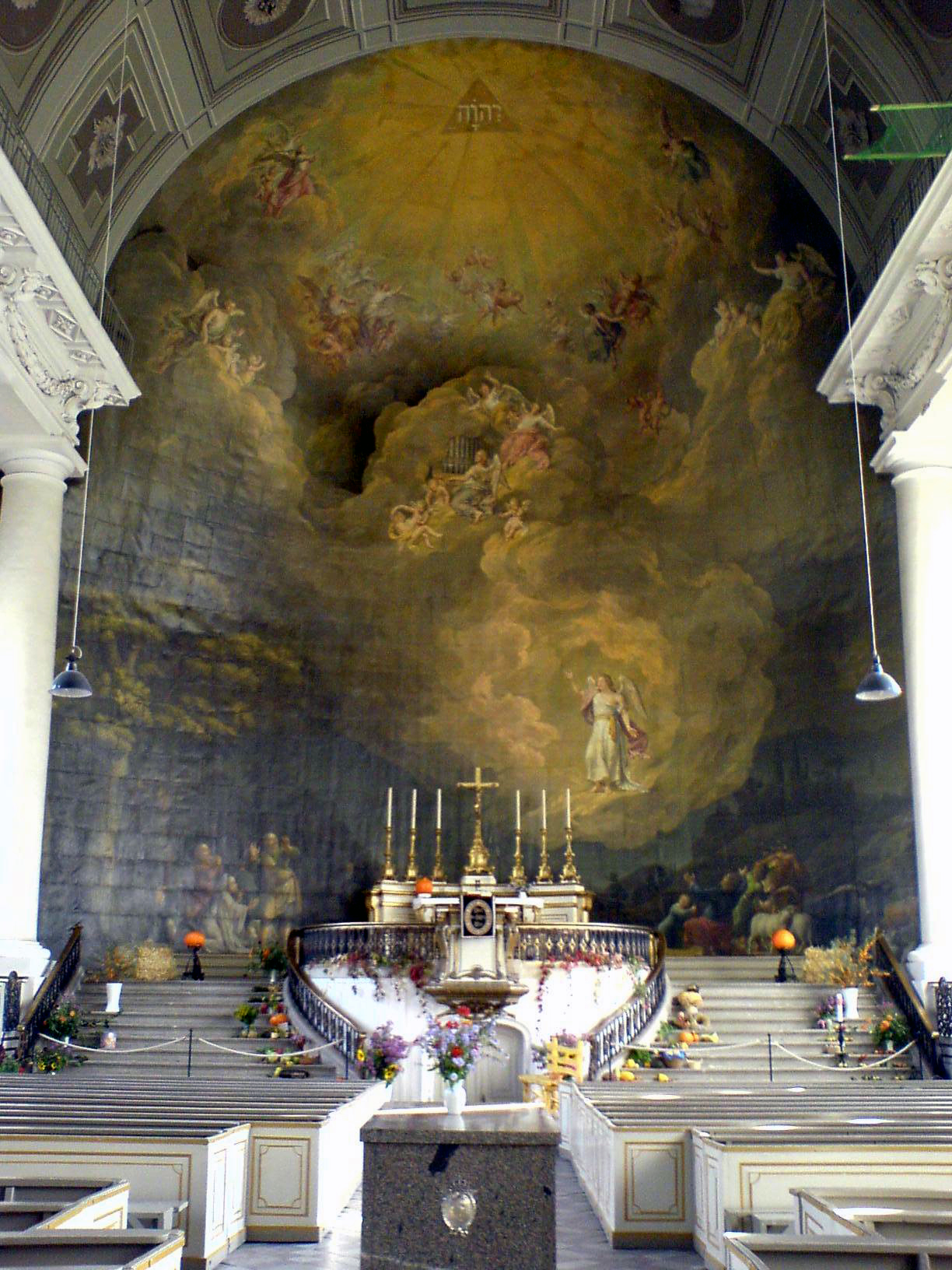
Altargemälde in der Stadtkirche Ludwigslust

Johann Heinrich Suhrlandt war das erste Kind von Johann Friedrich Suhrlandt, einem angesehenen Schweriner Hofmechanikus, und seiner Frau Catharina Suhrlandt geb. Findorff. Er hatte vier Geschwister, zwei Brüder und Zwillingsschwestern.
Zunächst erhielt Suhrlandt eine künstlerische Ausbildung bei Hofmaler Johann Wilhelm Lehmann, der früh sein Talent erkannte. Eine akademische Ausbildung blieb ihm hingegen verwehrt, da im Land noch keine Akademie oder Zeichenschule existierte und Herzog Friedrich einem Stipendium eine Absage erteilte. Nach einiger Zeit wendete er sich der plastischen Kunst zu und wurde vom Hofbaudirektor und Hofbildhauer Johann Joachim Busch unterwiesen. Unter der Anleitung seines Vaters entstanden in selber Zeit einige Arbeiten in Metall, Elfenbein und Perlmutt. Hofmaler Johann Dietrich Findorff gelang es jedoch dem begabten Neffen die Malerei wieder näher zu bringen. Auch Hofmaler Georg David Matthieu, zu dem Suhrlandt später eine freundschaftliche Beziehung pflegte, nahm maßgeblichen Einfluss auf die Ausbildung und den Werdegang des Künstlers. Matthieu war nach dem Tod Findorffs der wichtigste künstlerische Berater an seiner Seite, bis auch er 1778 verstarb.
Suhrlandt malte vorwiegend biblische Bilder, Landschaften, Tiere und auch Stillleben. So entstanden Gemälde für die Ribnitzer Marienkirche, die Stadtkirche Crivitz und die Stadtkirche in Stavenhagen. 1791 erhielt er den Auftrag für die Innenausgestaltung des für die Herzogin Louise in Auftrag gegebenen Lusthauses, auch Schweizerhaus genannt. Im Laufe der Monate entstanden einige Wandmalereien, darunter ein großes Gemälde, welches den siegreichen Prinzen von Coburg zeigte, und eine Supraporte-Malerei mit der Darstellung dreier Hunde. Nachdem im Mai 1792 der Auftrag vollendet worden war, versagte ihm die Auftraggeberin jedoch den zugesicherten Lohn und die versprochenen Geschenke. Ein Umstand mit dem der Künstler während seiner Schaffenszeit als Hofmaler immer wieder konfrontiert wurde.
Des Künstlers Hauptwerk ist das von seinem Lehrer und Hofmaler Johann Dietrich Findorff begonnene monumentale Altarbild Verkündigung der Geburt Christi an die Hirten durch den Engel Gabriel in der Stadtkirche von Ludwigslust. Nach dem Tode Findorffs blieb das Werk über viele Jahre unvollendet. Erst im Jahr 1788 bekam Suhrlandt den Auftrag, den unteren Bereich des Monumentalgemäldes zu vervollständigen. Die folgenden aufwendigen Arbeiten dauerten bis 1803 und stellten den Künstler vor manche Herausforderung, auch wegen seiner zeitgleich zu erledigenden Aufträge. Die Tätigkeiten des Hofmalers waren vielfältig. Sie umfassten den Entwurf von Dekorationen für die Hoffeste, die Bemalung von Stoffen und Tapeten sowie die Gestaltung der seidenen Fahnen des Militärs. Zudem war er verantwortlich für die Pflege des herzoglichen Gemäldebestandes und musste daher des Öfteren alte Bilder restaurieren.
Die Innengestaltung des 1818 in Parchim errichteten neuen Oberappellationsgerichtes sollte Heinrich Suhrlandts letzter großer Auftrag werden. Er konnte diesen arbeitsintensiven Auftrag aus gesundheitsbedingten Gründen jedoch nicht mehr erfüllen und musste ihn daher ablehnen. Dennoch blieb er bis ins hohe Alter produktiv tätig und widmete sich zumeist der Stilllebenmalerei.

### Familie
Suhrlandt heiratete am 2. April 1777 Christina Luisa Schmidt (1753–1793), eine Tochter des bekannten Orgelbauers Paul Schmidt. Sie hatten sechs Kinder, darunter Sohn Rudolph Suhrlandt, der später einer der besten Historien- und Porträtmaler seiner Zeit wurde. Die Familie lebte unter teils unzumutbaren Lebensumständen, die der Familienvater in Bittgesuchen an den Herzog immer wieder eindringlich schilderte. Nachdem seine erste Frau am 4. Juni 1793 an Auszehrung verstorben war, heiratete er 1794 die Predigertochter Elisabeth Marie Kramel (1748–1827). Sie brachte ein eigenes Kind mit in die Ehe.
Heinrich Suhrland verstarb im 84. Lebensjahr am frühen Abend des 1. Januar 1827 in Ludwigslust.

## Werkauswahl
Gemälde

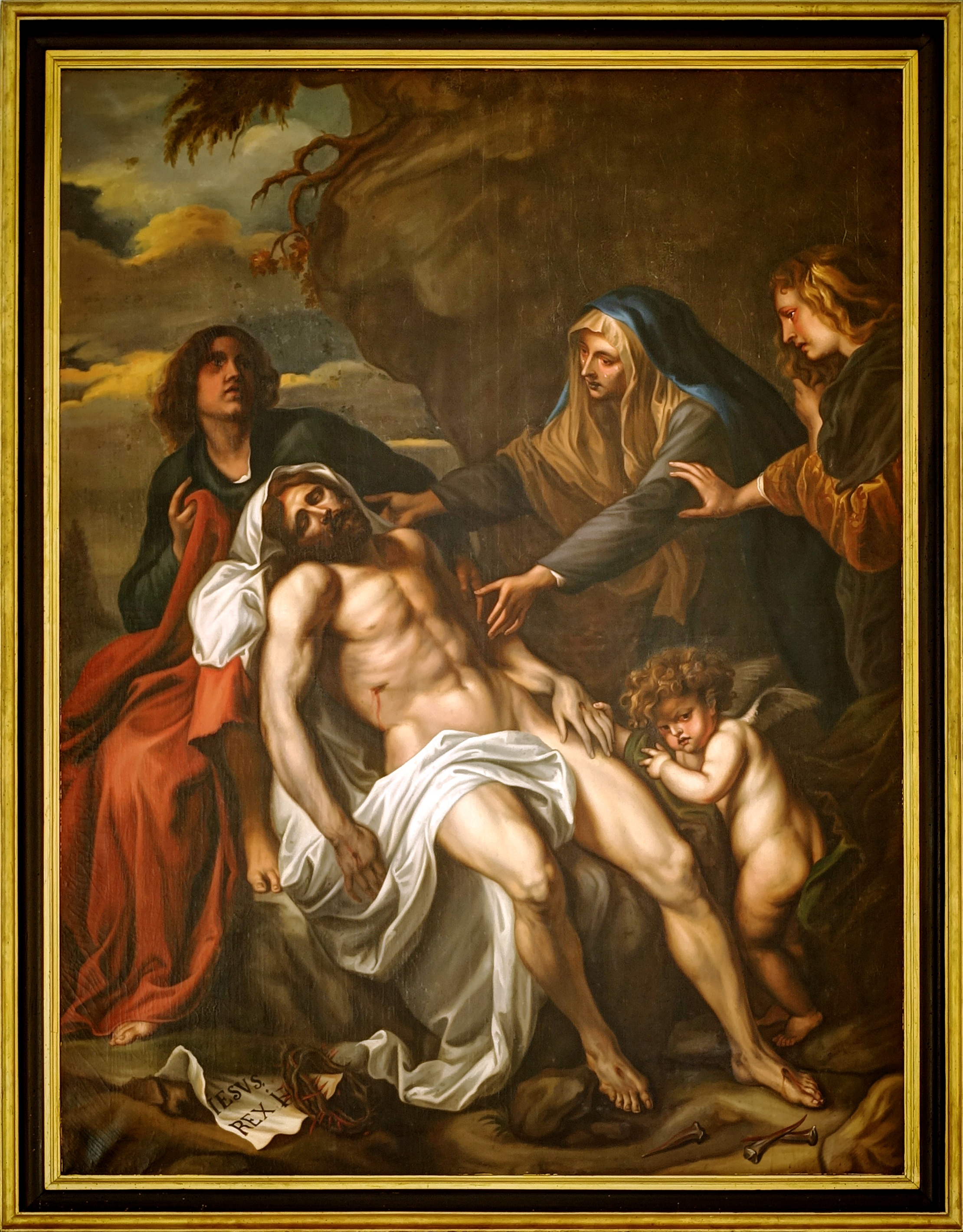
Altargemälde Marienkirche Neustadt-Glewe. Heute hängt das Gemälde in der Kirche an der Südwand.

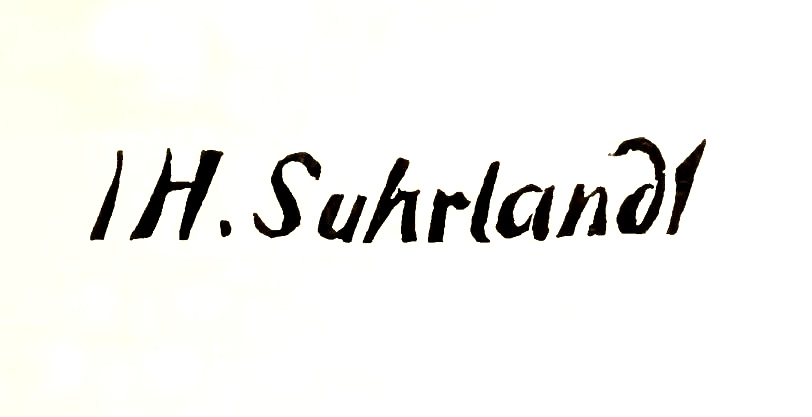
Künstlersignatur um 1800

- 1773 – Lebensgroßes Brustbild des Hofmalers Johann Dietrich Findorff, nach einem Kupferstich
- 1773 – Grau und weiss gefleckter Hund
- o. J. – Kopie von Anthonis van Dyck Gemälde Die Beweinung Christi, Altargemälde für die Marienkirche Neustadt-Glewe
- 1781 – Beweinung Christi, Altargemälde für die Evangelische Marienkirche in Ribnitz
- 1781/82 – Auferstehung Christi, Altargemälde für die Stadtkirche Stavenhagen
- o. J. – Kopie von Antonio da Correggios Die Heilige Nacht, Altargemälde für die Stadtkirche Crivitz[5]
- 1782 – Porträt der drei Söhne des Künstlers
- 1789 – Ansicht bei Altona (Kopie)
- 1791/92 – Gemäldedekoration für das Schweizer Haus im Ludwigsluster Schlosspark
- 1818 – Gemälde für den Ludwigsluster Arzt Gustav Brückner
- 1820 – Früchtestillleben, für Minister Leopold von Plessen und Kabinettsrat Johann Friedrich Hoese
- 1821 – Früchtestillleben mit Meerkatzen, für Friedrich Franz I., heute im Winterzimmer des Schweriner Schlosses zu finden

Handzeichnungen
- 1769/70 – 14 Entwurfszeichnungen allegorischer Figuren, gedacht für die neue Ludwigsluster Residenz. Bildhauer Rudolph Kaplunger verwendete später nur einige der gezeichneten Allegorien, darunter die Baukunst, die Bildhauerkunst, die Mahlerey, die Musik, die Sternseherkunst und zwei von Suhrlandt nicht bezeichnete Entwürfe, die augenscheinlich den Acker- und Gartenbau darstellen sollen.

Sonstiges
- 1795 – Gestaltung der 1,44 Meter langen und 1,17 Meter breiten Regimentsfahne des Mecklenburger Grenadier-Regiments „Winter“
- 1806 – Kartons mit Wappenbildern, die dem bekannten Wiener Glasmaler Gottlob Samuel Mohn bei seinem Auftrag in der katholischen St. Helena und Andreas-Kirche in Ludwigslust als Vorlage dienten.[6] Mohn schuf ein russisches und ein mecklenburgisches Wappenbild. Die beiden farbigen Wappenbilder zieren bis heute zwei der Kirchenschiffsfenster des Langhauses.
- 1808 – Entwurfszeichnung für eine neue mecklenburgische Postkutsche

## Titel und Auszeichnungen
- Am 24. April 1784 wurde Suhrlandt zum Hofmaler der Residenz Ludwigslust ernannt.